# Heusteige
Die Heusteige ist ein am 27. Februar 1998 vom Regierungspräsidium Tübingen durch Verordnung ausgewiesenes Naturschutzgebiet auf dem Gebiet der Gemeinde Langenenslingen im Landkreis Biberach.

## Lage
Das Gebiet befindet sich etwa 500 m nördlich der Ortschaft Emerfeld und gehört zum Naturraum der Mittleren Flächenalb.

## Schutzzweck
Der Schutzzweck ist laut Verordnung „die Erhaltung des durch klimatische, geologische, morphologische und nutzungsgeschichtliche Voraussetzungen entstandenen Mosaiks schutzwürdiger, landschaftstypischer und kulturhistorisch bedeutsamer Biotope auf der Hochfläche der Gemarkung Emerfeld.“

## Landschaftscharakter
Die Landschaft im Schutzgebiet ist kleinräumig strukturiert und umfasst neben kleinen Waldbeständen auch zahlreiche Feldhecken, Feldgehölze, Mähwiesen und Magerrasen.

## Zusammenhängende Schutzgebiete
Das Naturschutzgebiet ist in das Landschaftsschutzgebiet Riedlinger Alb eingebettet. Eine Rotbuche und eine Eiche im Gebiet sind als Naturdenkmale ausgewiesen.